# Josselin
Josselin [ʒɔslɛ̃] (bretonsky Josilin) je francouzská obec v departementu Morbihan v regionu Bretaň. Obcí protéká řeka Oust. 
Největší pamětihodností obce je stejnojmenný středověký hrad, jehož historie je úzce spjata se šlechtickým rodem Rohanů.